# A Boy and His Atom
A Boy and His Atom é um curta-metragem de 2013, desenvolvido pela IBM com a técnica de Stop motion, que, com 1min e 30seg de duração, é certificado pelo Guinness Book como o menor filme do mundo.
O filme foi a forma encontrada pela companhia norte-americana para tornar pública a pesquisa que tem vindo a desenvolver no sentido de conseguir armazenar informação ao nível atômico. Atualmente, para armazenar um simples bit de informação em um computador ou gadget, são necessários mais ou menos 1 milhão de átomos. Com a nova tecnologia, a empresa pretende gravar a mesma quantidade de dados em apenas 12 átomos.